# Hans Gärtner (Pädagoge)
Hans Gärtner (* 1939 in Reichenberg, Reichsgau Sudetenland) ist ein deutscher Pädagoge und Hochschullehrer. Er veröffentlichte auch unter dem Pseudonym Johannes Thaler.

## Leben
Aus dem Sudetenland 1945 vertrieben, kam der Sohn eines Handwerkers als Neunjähriger nach Südostbayern, wo er noch heute lebt. Nach dem Abitur 1959 in Freising wurde er Volksschullehrer, dann Wissenschaftlicher Assistent für Allgemeine Pädagogik in München. Ein Zweitstudium (Erziehungswissenschaft, Psychologie, Theologie, Germanistik) führte 1970 zur Promotion zum Dr. phil. an der Ludwig-Maximilians-Universität München. Erst als Dozent tätig, wurde er 1980 Universitätsprofessor. 1981 übernahm er den Lehrstuhl für Grundschulpädagogik und -didaktik  an der Katholischen Universität Eichstätt. Lehr- und Forschungsschwerpunkte (bis 1997): Psychologie und Pädagogik des Grundschulkindes, Schriftspracherwerb, Lesen in Vor- und Grundschule, Sachunterricht, Kindermedien. Heute publiziert Hans Gärtner als Kulturjournalist, Rezensent, Juror, Berater und Herausgeber von Anthologien.

## Bücher (Auswahl seit 1997)
- Der Gustl. Ein bayrisches Schlitzohr. Monika Fuchs, Hildesheim 2013.
- SchreibArbeit. Dr. Hut, München 2009.
- Schöne Grüße und viel Glück. Sankt Michaelsbund, München 2009.
- Zwetschgnmanndl. Ed. Töpfl, Tiefenbach 2008.
- Geschichten vom Christkind. Rosenheimer, Rosenheim 2006.
- Fabeln von Aesop. NordSüd, Gossau Zürich 2006.
- Kinderwitze. Loewe, Bindlach 2005.
- Andachtsbildchen. Sankt Michaelsbund, München 2004.
- Wer weiß ...?! Ed. Töpfl, Tiefenbach 2003.
- Zwickerbussi. Ed. Töpfl, Tiefenbach 2003.
- Für Kinder schreiben – mit Kindern lesen. St. Michaelsbund, München 1999.
- Spaß an Büchern – Wie Kinder Leselust bekommen. Don Bosco, München 1997.
- Ratespiele – Rätselformen von A bis Z. Don Bosco, München 1997.